# 伊费奥玛·奥努莫努
伊费奥玛·丘库富姆纳娅·奥努莫努（英語：Ifeoma Chukwufumnaya Onumonu；1994年2月25日—），美国和尼日利亚女子职业足球运动员，司职前锋，目前效力于蒙彼利埃女子足球俱樂部和尼日利亚国家女子足球队。她曾代表尼日利亚参加2024年夏季奥林匹克运动会女子足球比赛。